# Pogled, Moravče
Pogled este o localitate din comuna Moravče, Slovenia, cu o populație de 41 de locuitori.